# Meios
Meios is een plaats (freguesia) in de Portugese gemeente Guarda en telt 260 inwoners (2001).